# Witheringia glabrata
Witheringia glabrata är en potatisväxtart som beskrevs av John Miers. Witheringia glabrata ingår i släktet Witheringia och familjen potatisväxter. Inga underarter finns listade i Catalogue of Life.